# Filtru antidedublare
Un filtru antidedublare sau filtru antialias este un filtru folosit înaintea eșantionatorului de semnal, pentru a restrânge lărgimea de bandă a unui semnal în vederea satisfacerii aproximative a teoremei eșantionării.
Din moment ce teorema susține că interpretarea neambiguă a semnalului din eșantioanele sale este posibilă când puterea frecvențelor deasupra frecvenței Nyquist este zero, un filtru antidedublare real, în general nu poate satisface complet teorema.
Un filtru antidedublare realizabil va permite în mod tipic apariția dedublării într-o anumită măsură; cantitatea de dedublare care se ivește depinde de cât de bun este filtrul și de care este conținutul frecvenței semnalului de intrare.
Filtrele antidedublare sunt folosite în mod comun la intrarea sistemelor de procesare numerică a semnalelor, de exemplu în sistemele de digitizare a sunetului; filtre similare sunt folosite ca filtre de reconstrucție la ieșirea unor asemenea sisteme, de exemplu în aparatele de redare a muzicii. În cazul din urmă, filtrul este pentru a preveni dedublarea în conversia eșantioanelor înapoi într-un semnal continuu, unde, din nou, respingerea perfectă a benzii de oprire ar fi necesară pentru a garanta zero dedublare.
Imposibilitatea teoretică de a realiza filtre perfecte nu este un mare impediment în practică, totuși considerațiile practice duc într-adevăr la alegeri de proiecție a sistemului precum supraeșantionarea pentru a facilita realizarea filtrelor antidedublare „îndeajuns de bune”.

## Filtru optic antidedublare
În cazul eșantionării optice a imaginilor, precum cea cu senzorii de imagine din camerele digitale, filtrul antidedublare este de asemenea cunoscut ca un „filtru optic trece-jos” (care permite trecerea frecvențelor joase), „filtru de estompare” sau „filtru AC”. Matematica eșantionării în două dimensiuni spațiale este similară cu matematica eșantionării în domeniu temporal, dar tehnologiile de implementare a filtrelor sunt diferite. Implementarea tipică în camerele digitale este cu două straturi de material birefringent precum niobatul de litiu, care împrăștie fiecare punct optic într-un grup de patru puncte.
Alegerea separării punctelor pentru un asemenea filtru implică un interschimb între precizie, dedublare și factorul de umplere. Într-o cameră monocromă, trei-DCS sau Foveon X3, factorul de umlpere singur, dacă aproape 100% eficient cu microlentile, poate furniza un efect antidedublare semnificativ, în timp ce în camerele cu matrice de filtre de culoare (MFC, ex. filtru Bayer), un filtru adițional este necesar în general pentru a reduce dedublarea la un nivel acceptabil.

## Aplicabilitatea supraeșantionării
O tehnică cunoscută ca supraeșantionare este folosită în mod comun pentru conversia audio, în special producerea audio. Ideea este de a folosi o rată intermediară mai mare a eșantionului digital, astfel încât un filtru digital aproape ideal să poată tăia cu certitudine  dedublarea în apropierea frecvenței Nyquist joase originale, în timp ce un mult mai simplu filtru analog poate opri frecvențele aflate deasupra noii frecvențe Nyquist mai ridicate.
Scopul supraeșantionării este de a diminua elementele necesare pentru filtrul antidedublare, sau pentru a reduce mai departe dedublarea. Din moment ce filtrul antidedublare inițial este analog, supraeșantionarea permite ca filtrul să fie mai ieftin deoarece necesitățile nu sunt atât de stringente, și de asemenea permite filtrului antidedublare să aibă un răspuns de fecvență mai lin, și prin urmare un răspuns de fază mai puțin complex.
La intrare, un filtru antidedublare analog inițial este relaxat, semnalul este eșantionat la o rată ridicată, și apoi retroeșantionat folosind un filtru antidedublare digital aproape ideal.

## Semnale trece-bandă
Adesea, un filtru antidedublare este un filtru trece-jos; totuși, acest lucru nu este neapărat. Generalizări ale teoremei eșantionării Nyquist–Shannon permit eșantionarea altor semnale cu bandă de trecere limitată în loc de semnale în bandă de bază – vezi subeșantionare.
Pentru semnalele care sunt limitate în lărgimea de bandă, dar nu centrate la zero, un filtru trece-bandă poate fi folosit ca un filtru antidedublare. De exemplu, acest lucru ar putea fi făcut cu un semnal cu bandă laterală unică modulată sau cu frecvență modulată. Dacă cineva anume ar dori să eșantioneze o difuzare radio FM centrată la 87,9 MHz și cu limitare la o bandă de 200 kHz, atunci un filtru antidedublare adecvat ar fi centrat la 87,9 MHz cu lărgime de bandă de 200 kHz (sau trece-bandă de 87,8 MHz până la 88,0 MHz), iar rata eșantionării ar fi nu mai mică de 400 kHz, dar ar trebui de asemenea să satisfacă și alte constrângeri pentru prevenirea dedublării.

## Suprasarcină de semnal
Este foarte importantă evitarea suprasarcinii de semnale de intrare la folosirea unui filtru antidedublare. Dacă semnalul este destul de puternic, poate cauza retezare la convertorul analogic-numeric, chiar și după filtrare. Când se ivesc distorsiuni cauzate de retezare după filtrul antidedublare, acestea pot crea componente din afara benzii de trecere a filtrului antidedublare; aceste componente se pot apoi dedubla, cauzând reproducerea  altor frecvențe nearmonios legate. În audio digital, semnalul distorsionat dedublat rezultant al „retezării digitale” are un sunet caracteristic ce poate fi recunoscut cu ușurință.